# Beach-volley aux Jeux olympiques de la jeunesse de 2018
Navigation
Édition précédente Édition suivante
Les épreuves de beach-volley aux Jeux olympiques de la jeunesse de 2018 ont lieu au Parque Tres de Febrero de Buenos Aires, en Argentine, du 7 au 17 octobre 2018. 

## Podiums
| Épreuve | Or                                   | Argent                                | Bronze                               |
| ------- | ------------------------------------ | ------------------------------------- | ------------------------------------ |
| Garçons | David Åhman Jonatan Hellvig (SWE)    | Yorick de Groot Matthew Immers (NED)  | Bautista Amieva Mauro Zelayeta (ARG) |
| Filles  | Maria Voronina Maria Bocharova (RUS) | Claudia Scampoli Nicol Bertozzi (ITA) | Emilie Olimstad Frida Berntsen (NOR) |